# Andreas Winkler (Buchdrucker)

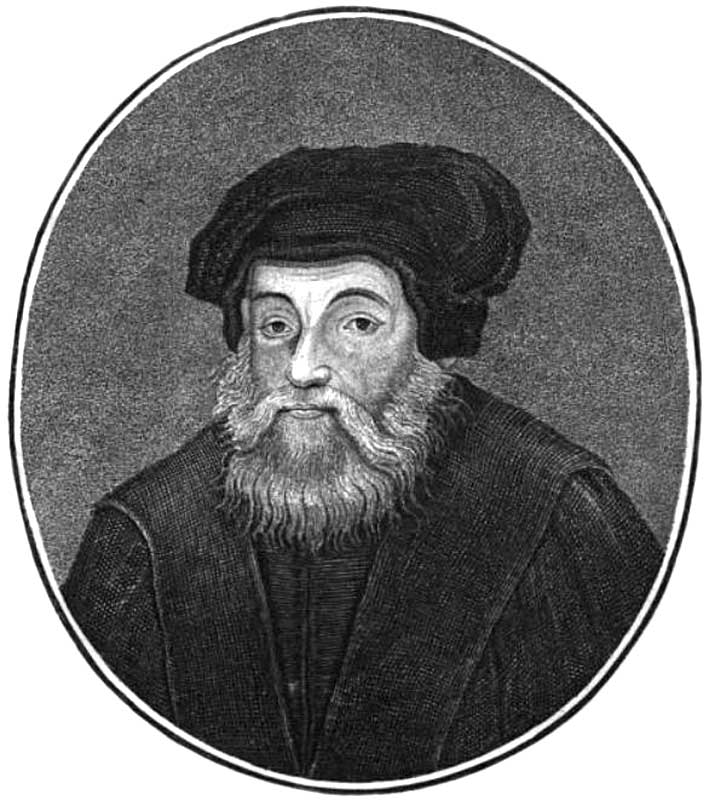
Andreas Winkler

Andreas Winkler (auch Winckler, Wingler, Vingler, Vinckler, Wingkler; * 15. September 1498 in Winkel (Helme); † 27. Juni 1575 in Breslau) war ein deutscher Pädagoge und Buchdrucker.

## Leben und Wirken
Andreas Winkler hat zuerst die Schule in dem seinem Geburtsorte benachbarten Querfurt besucht und ist dann 1514 mit einer kleinen Schaar von Landsleuten nach Breslau gewandert, wo er in die von M. Petrus Lobegot aus Basel geleitete Elisabethschule eintrat. Im Wintersemester 1517/18 ließ er sich an der Universität Krakau immatrikulieren und bestand zu Anfang der Fastenzeit 1519 das Baccalauréat. 1520 verließ er Krakau und ging an die Universität Wittenberg. Von dort nahm er 1522 in Breslau eine Stelle als Unterlehrer an der von M. Anton Paus nach niederdeutschem Muster umgestalteten Schule zu Corpus Christi den ersten Schuldienst an.
Die Schule erlosch wegen der Pest 1526 und Winkler wurde als Leiter an die Pfarrschule zu St. Elisabeth übergeführt. Erst am 14. April 1535 holte er in Wittenberg das Magisterium nach, wobei Philipp Melanchthon sein Promotor war. Auf Grund eines ihm vom Rath der Stadt erteilten Privilegiums errichtete er 1538 eine Buchdruckerei, die besonders den Schulen zu dienen bestimmt war und viele gute Bücher geliefert hat. 1541 erhielt er durch Ferdinand I. Sonderprivilegien auf die Druckerei. Winklers letzter Druck erfolgte 1555. Sein Signet führte ein Winkelmaß, wobei oben die Buchstaben A.W. und unten I.V.R. stehen. Als die Breslauer Pfarrschule 1562 zum Gymnasium erhoben wurde, war Winkler dessen erster Rektor.

## Familie
Aus seinen zwei geschlossenen Ehen gingen acht Kinder (2 Töchter aus erster Ehe, sowie 2 Söhne und 4 Töchter aus zweiter Ehe) hervor. Von diesen sind bekannt:
1. Elsa verheiratete sich mit dem Kaplan an der St. Elisabethkirche Caspar
2. Eva heiratete den Pfarrer in Langenöls Velten Krampitz
3. Andreas wurde Magister und Pfarrer in Kaschau
4. Maria heiratete den Kretschmer Christoph Stephan
5. Agathe heiratete den Schneidermeister Heinrich Bernets
6. Nicolaus
7. Anna
8. Martha